# Megachile rufa
Megachile rufa är en biart som beskrevs av Heinrich Friese 1903. Megachile rufa ingår i släktet tapetserarbin, och familjen buksamlarbin. Inga underarter finns listade i Catalogue of Life.